# 21418 Bustos
21418 Bustos è un asteroide della fascia principale. Scoperto nel 1998, presenta un'orbita caratterizzata da un semiasse maggiore pari a 2,1816802 UA e da un'eccentricità di 0,0859295, inclinata di 5,32042° rispetto all'eclittica.